# IC 3084
IC 3084 је спирална галаксија у сазвјежђу Береникина коса која се налази на листи објеката дубоког неба у Индекс каталогу.
Деклинација објекта је + 23° 55' 6" а ректасцензија 12h 16m 23,4s. Привидна величина (магнитуда) објекта IC 3084 износи 14,8 а фотографска магнитуда 15,6. IC 3084 је још познат и под ознакама MCG 4-29-57, CGCG 128-67, NPM1G +24.0273, PGC 39301.